# Oliver Drake
Pour les articles homonymes, voir Drake et Oliver Drake (homonymie).
Oliver Drake (Boise dans l'Idaho (États-Unis), 28 mai 1903 – Las Vegas dans le Nevada, 19 août 1991 ), est un scénariste, réalisateur, producteur, compositeur et acteur américain.

## Biographie
C’est en 1927 que Clarence Oliver Drake signe sa première histoire pour le cinéma Cyclone of the range. D’autres scénarios suivront, surtout  pour des westerns de série B, mais il collabore aussi à des productions plus importantes comme Deadline (en) en 1948 et La Poursuite fantastique (en) (Dragoon Wells Massacre) en 1957 de Harold D. Schuster.
Entre 1932 et 1950, il produira 32  films et en réalisera  presque autant sous ses propres scénarios. De sa collaboration aux westerns de Gene Autry naitront les paroles de nombre de romances du célèbre cow.boy chantant.
Il conclut sa carrière dans les années 1970.
Il avait un ranch près de Pearblossom, en Californie, dans la vallée d'Antelope, qui a été utilisé pour le tournage de westerns, de la fin des années 1940 à la fin des années 1950.
Il était marié à l’actrice Liz Marshall décédée le 31 mars 2002 à Las Vegas, Nevada.
Il meurt le 19 août 1991 d’un accident vasculaire cérébral.

## Filmographie

### comme scénariste
- 1927 : The Flying U Ranch (en) de  Robert De Lacey (en)
- 1927 : The Mojave Kid (en) de Robert N. Bradbury
- 1927 : The Cherokee Kid (en) de Robert De Lacey (en)
- 1927 : The Slingshot Kid (en) de Louis King
- 1927 : The Desert Pirate (en) de James Dugan (en)
- 1928 : When the Law Rides (en) de Robert De Lacey (en)
- 1928 : Orphan of the Sage de Louis King
- 1928 : Breed of the Sunsets de Wallace Fox
- 1929 : Gun Law de Robert De Lacey (en)
- 1929 : The Desert Rider (en)
- 1931 : Hurricane Horseman (en) d'Armand Schaefer
- 1931 : The Law of the Tong (en) de Lewis D. Collins
- 1932 : The Drifter de William A. O'Connor
- 1932 : The Saddle Buster (en) de Fred Allen
- 1932 : The Texas Tornado (en) de lui-même
- 1932 : The Scarlet Brand (en) de  J. P. McGowan
- 1932 : Beyond the Rockies (en)
- 1932 : The Wyoming Whirlwind (en) d'Armand Schaefer
- 1933 : When a Man Rides Alone de Henry King
- 1934 : Western Racketeers (en) de Robert J. Horner (en)
- 1935 : The Cheyenne Tornado (en) de William A. O'Connor
- 1935 : Lightning Triggers (en) de S. Roy Luby (en)
- 1935 : Six Gun Justice de Robert F. Hill
- 1935 : Arizona Bad Man (en) de S. Roy Luby (en)
- 1935 : The Cyclone Ranger (en) de Robert F. Hill
- 1935 : The Texas Rambler (en) de Robert F. Hill
- 1935 : Gun Smoke (en) de Bartlett Carré (en)
- 1935 : The Vanishing Riders (en)  de Robert F. Hill
- 1935 : The Sagebrush Troubadour (en)
- 1935 : The Singing Vagabond (en)
- 1936 : El Diablo, cheval sauvage (en) (Comin' 'Round the Mountain)
- 1936 : Undersea Kingdom (en) de B. Reeves Eason
- 1936 : Oh, Susanna!
- 1936 : Ghost-Town Gold (en)
- 1936 : Roarin' Lead
- 1937 : Riders of the Whistling Skull (en)
- 1937 : Hit the Saddle de Mack V. Wright
- 1937 : Gunsmoke Ranch (en) de Joseph Kane
- 1937 : Public Cowboy No. 1 (en) de Joseph Kane
- 1937 : Heart of the Rockies (en) de Joseph Kane
- 1937 : Le Champion (Boots and Saddles) de Joseph Kane
- 1937 : Nation Aflame (en) de Victor Halperin
- 1937 : The Trigger Trio (en) de William Witney
- 1937 : Wild Horse Rodeo (en) de George Sherman
- 1938 : Gun Law (en) de David Howard
- 1938 : Border G-Man (en) de David Howard
- 1938 : Painted Desert de David Howard
- 1938 : The Renegade Ranger de David Howard
- 1938 : Lawless Valley (en) de David Howard
- 1939 : Arizona Legion (en) de David Howard
- 1939 : Trouble in Sundown (en) de David Howard
- 1939 : La Loi des rancheros (Cowboys from Texas) de George Sherman
- 1939 : The Fighting Gringo de David Howard
- 1939 : Les Écumeurs du Far West (en) (Racketeers of the Range) de D. Ross Lederman
- 1940 : Molly Cures a Cowboy de Jean Yarbrough
- 1940 : Billy the Kid Outlawed (en) de Sam Newfield
- 1940 : The Tulsa Kid de George Sherman
- 1940 : Rapt à l'ouest (en) (Trailing Double Trouble) de S. Roy Luby (en)
- 1941 : City of Missing Girls (en) d'Elmer Clifton
- 1941 : Pals of the Pecos (en) de Lester Orlebeck (en)
- 1941 : Kansas Cyclone de George Sherman
- 1941 : The Lone Rider Ambushed (en) de Sam Newfield
- 1941 : Hard Guy (en) d'Elmer Clifton
- 1942 : Pendu à l'aube (en) (Today I Hang)
- 1942 : Ferme ta grande gueule! (en) (Shut My Big Mouth) de Charles Barton
- 1942 : Raiders of the West (en) de Sam Newfield
- 1942 : La Cicatrice (The Silver Bullet) de Joseph H. Lewis
- 1942 : Boss of Hangtown Mesa (en) de Joseph H. Lewis
- 1942 : Deep in the Heart of Texas (en)
- 1943 : West of Texas (en)
- 1943 : Border Buckaroos (en)
- 1943 : The Lone Star Trail (en) de Ray Taylor
- 1943 : Fighting Valley (en)
- 1944 : La Malédiction de la Momie (The Mummy's Curse) de Leslie Goodwins
- 1946 : Trail to Mexico (en)
- 1947 : Ginger
- 1948 : Charlie Chan à Mexico (en) (The Feathered Serpent)
- 1949 : Charlie Chan et le Dragon volant (Sky Dragon) de Lesley Selander
- 1949 : Trail of the Yukon (en)
- 1956 : Judge Roy Bean (en) (série TV)
- 1957 : Le Retour de Billy the Kid (en)
- 1968 : Las Vegas Strangler
- 1974 : Les excitées (Angelica: The Young Vixen)

### comme réalisateur
- 1932 : Texas Tornado (en)
- 1942 : Pendu à l'aube (en) (Today I Hang)
- 1943 : West of Texas (en)
- 1943 : Border Buckaroos (en)
- 1943 : Fighting Valley (en)
- 1943 : Trail of Terror (en)
- 1945 : Springtime in Texas (en)
- 1945 : Saddle Serenade (en)
- 1945 : Riders of the Dawn (en)
- 1945 : The Lonesome Trail (en)
- 1946 : Moon over Montana (en)
- 1946 : West of the Alamo (en)
- 1946 : Trail to Mexico (en)
- 1946 : Song of the Sierras (en)
- 1947 : Ginger
- 1947 : Rainbow Over the Rockies (en)
- 1948 : Fighting Mustang (en)
- 1948 : Deadline (en)
- 1948 : Sunset Carson Rides Again (en)
- 1949 : Across the Rio Grande (en)
- 1949 : Brand of Fear (en)
- 1949 : Roaring Westward (en)
- 1949 : Lawless Code (en)
- 1950 : Battling Marshal (en)
- 1950 : The Kid from Gower Gulch
- 1951 : Sky King (série TV)
- 1955 : Outlaw Treasure (en)
- 1957 : Le Retour de Billy the Kid (en)
- 1957 : Colt .45 (en) (série TV)
- 1959 : A Lust to Kill (it)
- 1968 : They Ran for Their Lives réalisé avec John Payne
- 1969 : The Mummy and the Curse of the Jackals
- 1969 : Ride a Wild Stud

### comme producteur
- 1942 : La Cicatrice (The Silver Bullet) de Joseph H. Lewis
- 1942 : Deep in the Heart of Texas (en)
- 1942 : Little Joe, the Wrangler (en) de Lewis D. Collins
- 1942 : The Old Chisholm Trail (en)
- 1943 : Tenting Tonight on the Old Camp Ground (en)
- 1943 : Cheyenne Roundup (en) de Ray Taylor
- 1943 : Raiders of San Joaquin (en) de Lewis D. Collins
- 1943 : Frontier Law (en) d'Elmer Clifton
- 1943 : The Lone Star Trail (en)
- 1943 : Sur la piste d'Arizona (en) (Arizona Trail)
- 1944 : Marshal of Gunsmoke (en) de Vernon Keays
- 1944 : Weird Woman
- 1944 : Oklahoma Raiders de Lewis D. Collins
- 1944 : Boss of Boomtown (en) de Ray Taylor
- 1944 : Trigger Trail (en) de Lewis D. Collins
- 1944 : Trail to Gunsight (en) de Vernon Keays (en)
- 1944 : Riders of the Santa Fe (en)
- 1944 : The Old Texas Trail
- 1944 : La Malédiction de la Momie (The Mummy's Curse) de Leslie Goodwins
- 1945 : Beyond the Pecos
- 1945 : Renegades of the Rio Grande (en) d'Howard Bretherton
- 1945 : Springtime in Texas (en)
- 1945 : Saddle Serenade (en)
- 1945 : Riders of the Dawn (en)
- 1945 : The Lonesome Trail (en)
- 1946 : Moon over Montana (en)
- 1946 : West of the Alamo (en)
- 1946 : Trail to Mexico (en)
- 1946 : Song of the Sierras (en)
- 1947 : Rainbow Over the Rockies (en)
- 1948 : Deadline (en)
- 1948 : Sunset Carson Rides Again (en)
- 1950 : The Kid from Gower Gulch (en)
- 1950 : Battling Marshal (en)
- 1957 : 26 Men (en) (série TV)
- 1968 : They Ran for Their Lives de  John Payne
- 1968 : Las Vegas Strangler

### comme acteur
- 1920 : Fatty, l'intrépide shérif (The Round-Up) de George Melford

### comme compositeur
- 1924 : Red Blood and Blue (en) de James C. Hutchinson : Slim
- 1935 : The Singing Vagabond (en)